# 수성동 (정읍시)
수성동(水城洞)은 대한민국 전북특별자치도 정읍시의 동이다. 면적은 5.92km²이고, 인구는 2024년 6월을 기준으로 8,524명이다. 
수성동은 원 정주읍의 수성리 구역으로 서성(西城), 구미(鳩尾), 중앙(中央), 선은(仙隱), 두산(斗山), 마곡(馬谷)으로 분리되어 있었다. 조선 정조(1789) 때 자료인 『호구총수(戶口總數)』에는 보이지 않으며 조선총독부가 발행한 『구한국 지방행정구역 명칭일람(舊韓國 地方行政區域 名稱一覽)』에는 정읍군 군내면(郡內面)의 수성리(水城里)로 기록되어 있고『조선전도, 부, 군, 면, 리, 동 명칭일람(朝鮮全道 府, 郡, 面, 里, 洞 名稱一覽)』(1914)에는 정읍군 정읍면 수성리(水城里)로 서내리(西內里), 상구리(上龜里), 하구리(下龜里), 두산리(斗山里), 동내리(東內里), 서외리(西外里), 북면(北面) 장곡리(長谷里) 각 일부와 어동리(漁洞里)를 포함하고 있다. 1936년에는 수성리, 서내리, 구미동, 두산리, 동내리, 마곡리, 어동리를 합쳐 수성리라 하였고 1981년 정주시로 승격되면서 수성리가 수성동이 되었다. 1983년에는 시 구역확장에 따라 정읍군 북면 하북리와 기산(箕山) 마을을 제외한 호남고속도로의 동편인 군대(軍隊), 오정(五亭), 용흥(龍興)마을을 수성동으로 편입시켰다. 『호구총수』에 동문내리(東門內里)와 서문내리(西門內里), 서문외리(西門外里)가 있는 것으로 보아 현아를 출입하는 동문과 서문이 여기에 있었음을 알 수 있다. 1914년 구역개편 동명에 동내리, 서내리, 서외리는 동문내리, 서문내리, 서문외리라는 명칭에서 유래한다. 수성동은 시청, 법원, 검찰청 등 주요 공공기관과 금융기관, 언론사, 집단상가, 아파트단지, 산업단지, 농촌지역이 혼합된 지역으로 정읍의 중심 동이며, 항상 변화와 활기가 넘쳐나는 지역이다. 

## 연혁
- 1931년 4월 1일 정주읍 승격
- 1981년 7월 1일 정주시 수성동사무소 개청
- 1983년 2월 15일 정읍군 북면 4개마을 편입
- 1983년 5월 30일 청사 신축(3층부지 190평, 건축면적 111평)
- 1995년 1월 1일 정읍시 수성동사무소로 명칭 변경(시, 군 통합)
- 2007년 5월 25일 수성동사무소 출장민원실 개소(정읍시 수성동 939-3)
- 2007년 9월 1일 정읍시 수성동주민센터로 명칭 변경
- 2009년 8월 24일 현청사 리모델링 이전(3층 부지 연면적 858.29㎡, 건축면적 372.08㎡)

## 문화재 및 관광 자원
- 정읍 충렬사
- 정읍 충렬사 경내 고비군
- 정읍 송우암 수명 유허비 - 전북특별자치도 유형문화재 제 50호
- 정읍 쌍화차거리

## 행정 구역
- 수성동
- 하북동

## 교육
- 정읍초등학교
- 정읍수성초등학교
- 정읍제일고등학교

## 아파트
| 단지명            | 건설사         | 시행사 | 주소                    | 입주        | 비고 |
| ----------------- | -------------- | ------ | ----------------------- | ----------- | ---- |
| 정읍수성 1차 부영 | ㈜부영         | ㈜부영 | 수성택지2길 17 (수성동) | 2000년 5월  |      |
| 정읍수성 2차 부영 | 동광주택산업㈜ | ㈜부영 | 샘골로 158 (수성동)     | 2000년 11월 |      |